# Honigfarben
Honigfarben, auch honigfarbig, ist die Bezeichnung für den gelben bis bräunlichen Farbeindruck von Honig.

## Wortgeschichte
Die historische Bezeichnung des Adjektivs „honigfarb“ kann als mittelhochdeutsches „honec-var“ um 1490 nachgewiesen werden.
In Martin Ruland des Jüngeren Lexicon Alchemiae (1612) werden „honigfarb“ und „dunckel honig farb“ unter anderen Farbtönen genannt.

## Farben des Honigs
Die Farbe des Honigs ist abhängig von den Blüten, die die Bienen zu seiner Herstellung ausbeuteten. Sie kann von gelblich (bester Blütenhonig) bis braun (Waldhonig) variieren, bei speziellen Sortenreinen Abfüllungen auch deutlich rötlich oder grünlich. Honig aus Rapsblüten ist gelblichweiß, Lindenblütenhonig hellgelbgrün und Obstblütenhonig hellgelb. Brauner Honig ist nicht wirklich braun, sondern erscheint nur aufgrund der Menge braun. Nur flüssiger Honig ist wasserklar und durchsichtig und bezeichnet im Allgemeinen die Farbe honiggelb. Kandierter, fest gewordener Honig hat eine trübgelbe Farbe und ist undurchsichtig.
Den unterschiedlichen Farben liegen dabei unterschiedliche Begründungen zugrunde. Die Farbe kann dabei durch den Nektar, den Pollen, enzymatische Prozessen, die Honigwabe, die Honigbearbeitung oder anderen Nahrungsquellen beeinflusst werden.
Der Nektar kann dabei schon bei dem Austritt aus der Nektardrüse gefärbt sein. Ebenfalls kann die Zuckerzusammensetzung des Nektar zu einem Farbunterschied führen. Bei der Kristallisation von Honig, welche ab 32 g Glucose / 100 g Honig stattfindet, wird dieser heller. Honig kann weiterhin durch den den Pollen anhaftenden Pollenkitt gefärbt werden. Ebenso ist eine Farbveränderung während der Umwandlung von Honigtau zu Honig beschrieben. Dunklere Waben, welche bebrütet und älter sind, wirken sich ebenfalls auf die Honigfarbe aus. Jede Erwärmung von Honig lässt diesen nachdunkeln. Abschließend können auch andere Faktoren, wie das Eintragen von Säften, Sirup oder aufgelösten Gummibärchen zu untypischen Honigfarben führen, wodurch der Honig nicht mehr marktfähig ist.

## RAL-Farbsystem
Im RAL-Farbsystem gibt es folgende Farbtöne, die die Wörter Honig und Gelb enthalten:
- honiggelb RAL 1005.
- Honigwabengelb RAL 070 70 50
- Honiggelbgrün RAL 085 50 50
- Tasmanhoniggelb RAL 090 80 50.